# Лазакович Тамара Василівна
Лазакович Тамара Василівна (рос. Лазакович Тамара Васильевна, 11 березня 1954, Гусєв, Калінінградська область — пом. 1 листопада 1992, Вітебськ) — радянська гімнастка, олімпійська чемпіонка, чемпіонка світу, Європи і багаторазова чемпіонка СРСР.

## Біографічні дані
Тамара Лазакович народилася в бідній сім'ї. Мати працювала прибиральницею, батько, інвалід німецько-радянської війни, — жебракував і пиячив. Гімнастика стала для Тамари віддушиною і можливістю заробити якусь копійку. Вже у 13 років Тамара виступила на чемпіонаті СРСР і зайняла високе шосте місце. У 14 років вона могла потрапити на Олімпійські ігри 1968, але Лариса Латиніна, яка була тоді старшим тренером жіночої збірної, не взяла її в команду навіть запасною.
1970 року Лазакович зайняла третє місце в багатоборстві на чемпіонаті СРСР, перемогла на колоді і закріпилася у складі збірної. На чемпіонаті світу 1970 вона стала чемпіонкою у складі команди.
На чемпіонаті Європи 1971 Тамара Лазакович стала разом з Людмилою Турищевою абсолютною чемпіонкою, також чемпіонкою на різновисоких брусах і на колоді та завоювала срібні медалі в опорному стрибку і вільних вправах.
На Олімпійських іграх 1972 вона завоювала чотири медалі. За такий вдалий виступ Лазакович отримала в нагороду двокімнатну квартиру у Вітебську і автомобіль «Волга».
Навесні 1973 року Тамара Лазакович була разом з командою у США з показовими виступами і на одному з них отримала важку травму, яка поставила хрест на її подальших виступах.
Лазакович одружилася, народила дитину, але шлюб виявився нетривалим. Схильність до алкоголізму, яку і раніше помічали за Лазакович, після припинення виступів швидко прогресувала. З часом вона продала квартиру, машину. 1 листопада 1992 року її знайшли на вулиці мертвою в заношеному одязі, без прикрас.